# Eisenberg, Donnersberg
Eisenberg là một đô thị thuộc Donnersbergkreis, trong bang Rheinland-Pfalz, phía tây nước Đức. Đô thị Eisenberg, Donnersberg có diện tích 18,73 km², dân số thời điểm ngày 31 tháng 12 năm 2006 là 9692 người. Đô thị này nằm ở rìa đông bắc rừng Palatinate, cự ly khoảng 20 km về phía tây nam của Worms.
Eisenberg là thủ phủ của Verbandsgemeinde ("đô thị tập thể") Eisenberg.

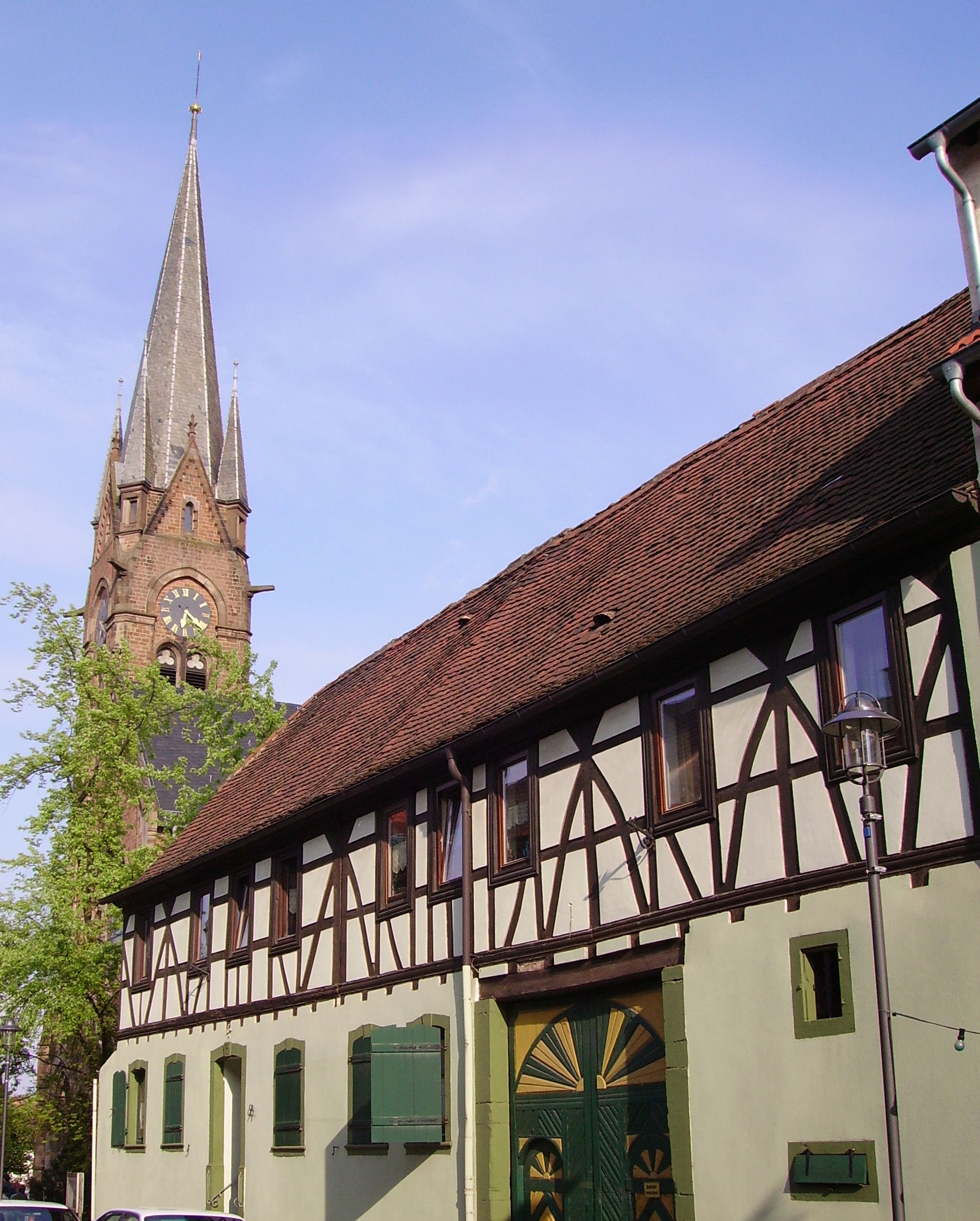
Nhà thờ Tin Lành
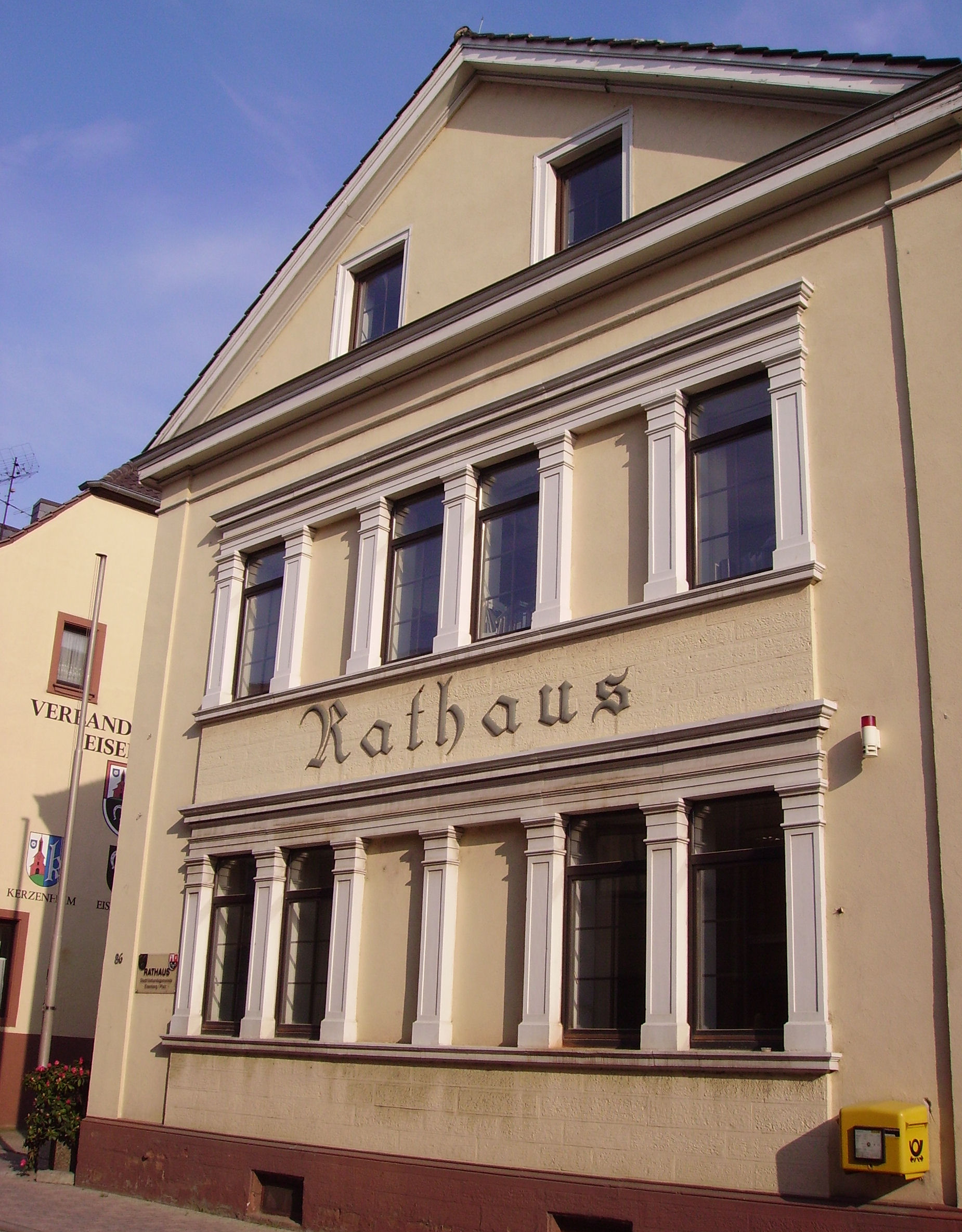
Toà thị chính
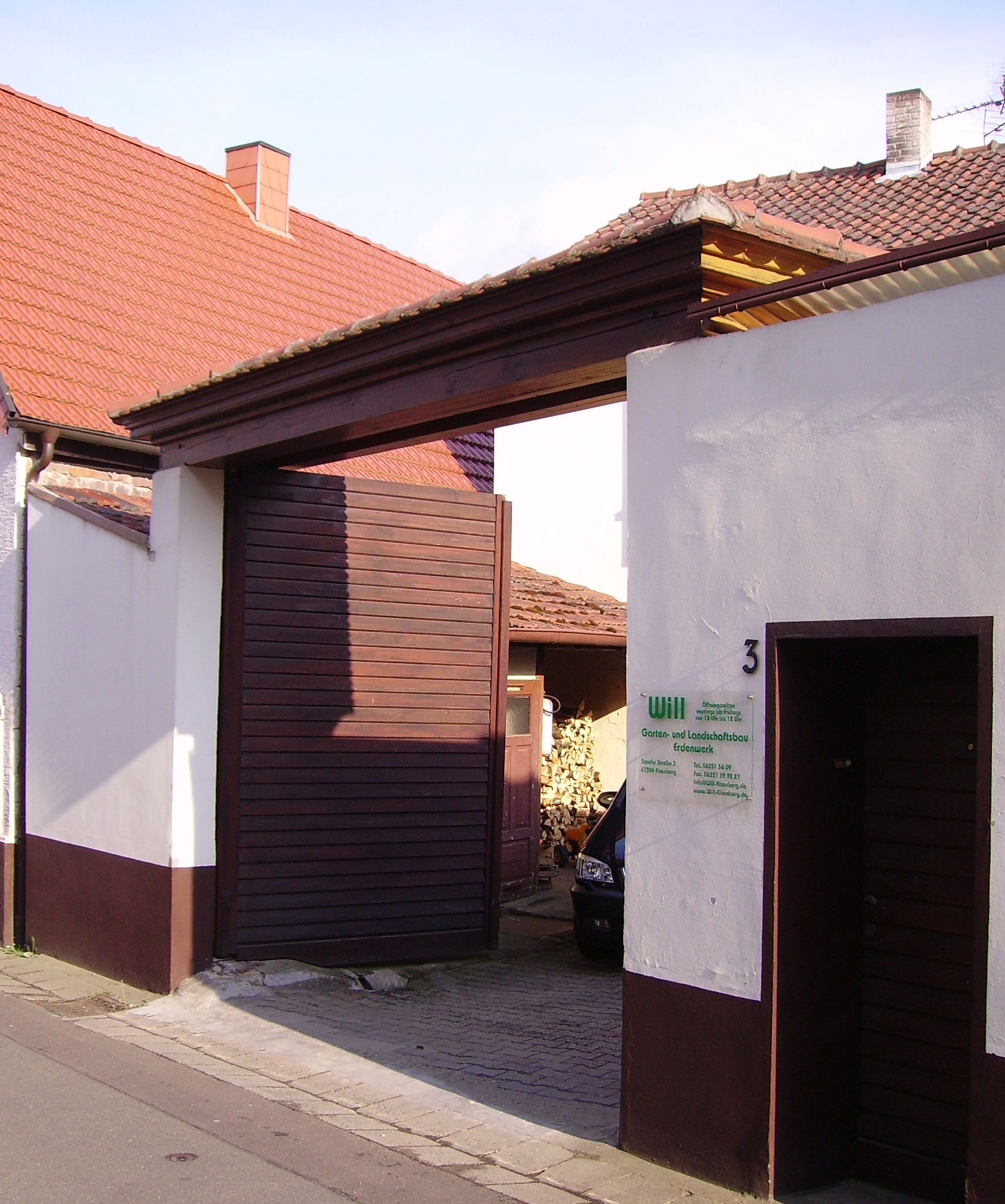
gate